# Surviving Picasso
Surviving Picasso è un film del 1996 diretto da James Ivory.
Il film narra la vita dell'artista Pablo Picasso (interpretato da Anthony Hopkins) sotto un punto di vista diverso da quello che i libri d'arte raccontano: la sua vita privata, i suoi sentimenti e i suoi amori vengono esposti tramite la narrazione fuori campo di Françoise Gilot (interpretata dall'attrice Natascha McElhone), sua amante, dalla quale ha avuto due figli. Il libro Picasso: creator and destroyer di Arianna Huffington è l'opera da cui il film viene tratto, ma vengono utilizzati anche capitoli dal libro Vivre avec Picasso di Françoise Gilot, dove appare un Picasso diverso, quasi frastornato dalle tante passioni e sentimenti che prova per le sue opere e per le sue donne.

## Trama
Verso gli ultimi anni della seconda guerra mondiale Pablo Picasso vive nel suo attico/studio in una Parigi occupata dai tedeschi, frequenta Dora Maar, fotografa e pittrice francese nata a Tours, amante e soprattutto musa ritratta più volte nelle sue opere. In un giorno qualsiasi in un cafè della capitale, Picasso incontra tramite un amico la ventenne Françoise Gilot. Picasso invita Françoise nel suo studio per darle lezioni di pittura, e lì tra i due nasce una relazione d'amore parallela a quella con Dora Maar, la quale si vede in competizione per l'uomo che entrambe adorano. Infatti Picasso si trova più volte conteso tra le sue donne, come in una scena di flashback dove vediamo l'artista impegnato a creare la Guernica e nello sfondo Dora Maar e Marie Thérèse Walter litigano a mani alzate per vincere l'approvazione e l'amore di Picasso.
Nel secondo dopoguerra Picasso e Françoise trascorrono parecchio tempo nella casa di campagna di Dora (regalo di Picasso) dove inizia un legame ancora più forte tra i due, anche se la differenza di età è di quasi quarant'anni. In una piccola chiesa del paese, Picasso chiede a Françoise di giurare davanti a Dio di amare per sempre lui e nessun altro; lei promette, e chiede lo stesso in ricambio, ma egli tergiversa e cerca di cambiare argomento: ecco come si vede il lato egoista descritto dalla biografa Arianna Stassinopoulos Huffington. Picasso e Françoise iniziano a costruire una famiglia avendo assieme un loro primo figlio maschio chiamato Claude, e successivamente Paloma. Si trasferiscono in una villa dove il pittore inizierà a lavorare giorno e notte su tele e ceramiche; soprattutto, lì li segue il suo primo figlio Paulo Picasso, avuto dalla prima moglie, la ballerina russa Ol'ga Chochlova, una donna uscita di senno a causa del folle amore che ha avuto per il suo ex marito.
Negli anni cinquanta,  la libertà di Picasso di frequentare altre donne, di bere con gli amici e far tardi la notte, iniziano a preoccupare Françoise che si trova impotente davanti al suo uomo padrone. Françoise riceve la brutta notizia che sua nonna è sul letto di morte colpita da un ictus, donna alla quale lei era molto legata tanto da precipitarsi a Parigi frettolosamente scappando e lasciando tutto all'improvviso contro il volere di Picasso; appena arrivata suo padre le dà la notizia del decesso, sconvolgendola. Françoise si reca da Picasso nel suo studio nella capitale francese per dirgli che vuole uno spazio tutto suo senza più dipendere da lui: l'egocentrismo e la mania di controllare ogni persona vicino a lui vengono per la prima volte affrontate, fino a quando lei non lo lascia definitivamente e stranamente Picasso ne è moralmente distrutto. Ma continuano a frequentarsi quando si incontra con in figli in Spagna.
Un'altra donna entra nella vita del pittore: Jaqueline Roque, che lo affianca aiutandolo nella lavorazione delle ceramiche e dipingendola più volte sulla tela. Come donna è forse una delle più servienti e ossessionate di Picasso, ed egli fa notare a Françoise come una donna debba essere "Sottomessa e al servizio del suo uomo". Jaqueline e Françoise coesistono assieme in una leggera rivalità alla quale Françoise non vuole partecipare, il tutto mentre Picasso lavora nella sua villa nel sud della Francia. Nel segmento finale del film si nota come l'instancabile artista spagnolo non risenta né dell'età, né della differenza di anni che esiste tra lui e le sue donne: compare infatti ad una corrida in suo onore con Jaqueline, mentre Françoise si esibisce con cavallo all'inizio della cerimonia di apertura, e si sente la voce di lei che conclude il suo racconto con una nota di ammirazione mai dimenticata per lui.